# Dèce
Cet article concerne l'empereur romain. Pour les trois consuls de la République de Rome, voir Decius Mus.
Dèce, appelé aussi Trajan Dèce (Imperator Caesar Caius Messius Quintus Traianus Decius Augustus)  (v. 201 - juin 251), sénateur puis empereur romain de 249 à 251. L'empereur Philippe l'Arabe  le charge de défendre les Balkans contre les raids des Goths. Les soldats le proclament empereur, il bat Philippe à Vérone et est légitimé avec le surnom de Trajan à l'automne 249. Au début de l'année 250, il impose à tous les citoyens de sacrifier aux dieux protecteurs de Rome, pratique civique et religieuse rejetée par les chrétiens, ce qui entraine des mesures répressives (dites Persécution de Dèce). Dèce passe la fin de son règne en guerre dans les provinces du bas-Danube. 
En 251, il associe son fils Herennius au pouvoir et dirige l'Empire avec lui. Tous deux meurent en juin 251 à la bataille d'Abrittus contre les Goths.

## Ses origines
Dèce est né vers 201 dans le village de Budalia près de Sirmium (actuelle Sremska Mitrovica) dans la province de Pannonie inférieure, en Illyrie. Il est ainsi parfois considéré comme le premier de la longue série des empereurs illyriens, qui dirigent l'Empire pendant une grande partie du IIIe siècle. S'il est provincial, né en Pannonie inférieure (Voïvodine actuelle, en Serbie), sa famille serait d'ascendance équestre ou sénatoriale.

## Sa carrière politique

### Le sénateur
On ne sait que peu de choses sur la carrière et la vie de Dèce avant 248. Aidé par la fortune non négligeable de sa famille, il progresse dans la hiérarchie sénatoriale. Il se marie dans cet intervalle de temps avec Herennia Etruscilla, elle aussi membre de l'ordre sénatorial et prétendument issue de la vieille aristocratie étrusque, et jouit dès lors de tout un réseau de clientèle en Italie du nord et en Italie centrale.
Des inscriptions de cette époque trouvées en Tarraconaise (Hispania Tarraconensis) en l'honneur d'un certain Quintus Decius Valerinus laissent à penser, en dépit de l'inexactitude du nom, que, d'une manière ou d'une autre, Dèce a exercé des fonctions de gouvernement dans cette province. De plus, il semble qu'il ait officié, vers le milieu des années 230, en tant que légat d'Auguste propréteur dans la province de Mésie inférieure : En effet, on y retrouve des inscriptions dédiées à Alexandre Sévère au nom du légat Quintus Decius qui laissent à penser qu'il a dirigé la province.
Il est consul suffect après 234, probablement vers 238/240.
Il devient préfet de la ville vers 245, au début du règne de Philippe l'Arabe. C'est une des plus hautes fonctions à laquelle puisse prétendre un membre de l'ordre sénatorial.
En 248, alors que les combats contre les barbares accaparent les légions, deux usurpateurs se rebellent contre Philippe. Le premier, Jotapien, se soulève en Cappadoce contre le rector orientis Priscus, frère de l'empereur. Le second, Pacatianus, est acclamé par les légions de Mésie et peut-être de Pannonie. Pacatien est vite éliminé, mais les barbares, privés des subsides accordés par Philippe, en profitent pour envahir la Mésie et menacer Marcianopolis et d'autres villes des Balkans. 
Selon Zosime, Philippe, très affecté par ces événements, prononce devant le Sénat un discours où il évoque sa volonté de quitter ses fonctions. Le préfet de la ville Dèce l'incite à rester à la tête de l'Empire, en retour, il reçoit la mission de rétablir la situation sur le Bas-Danube.

### Un général proclamé malgré lui

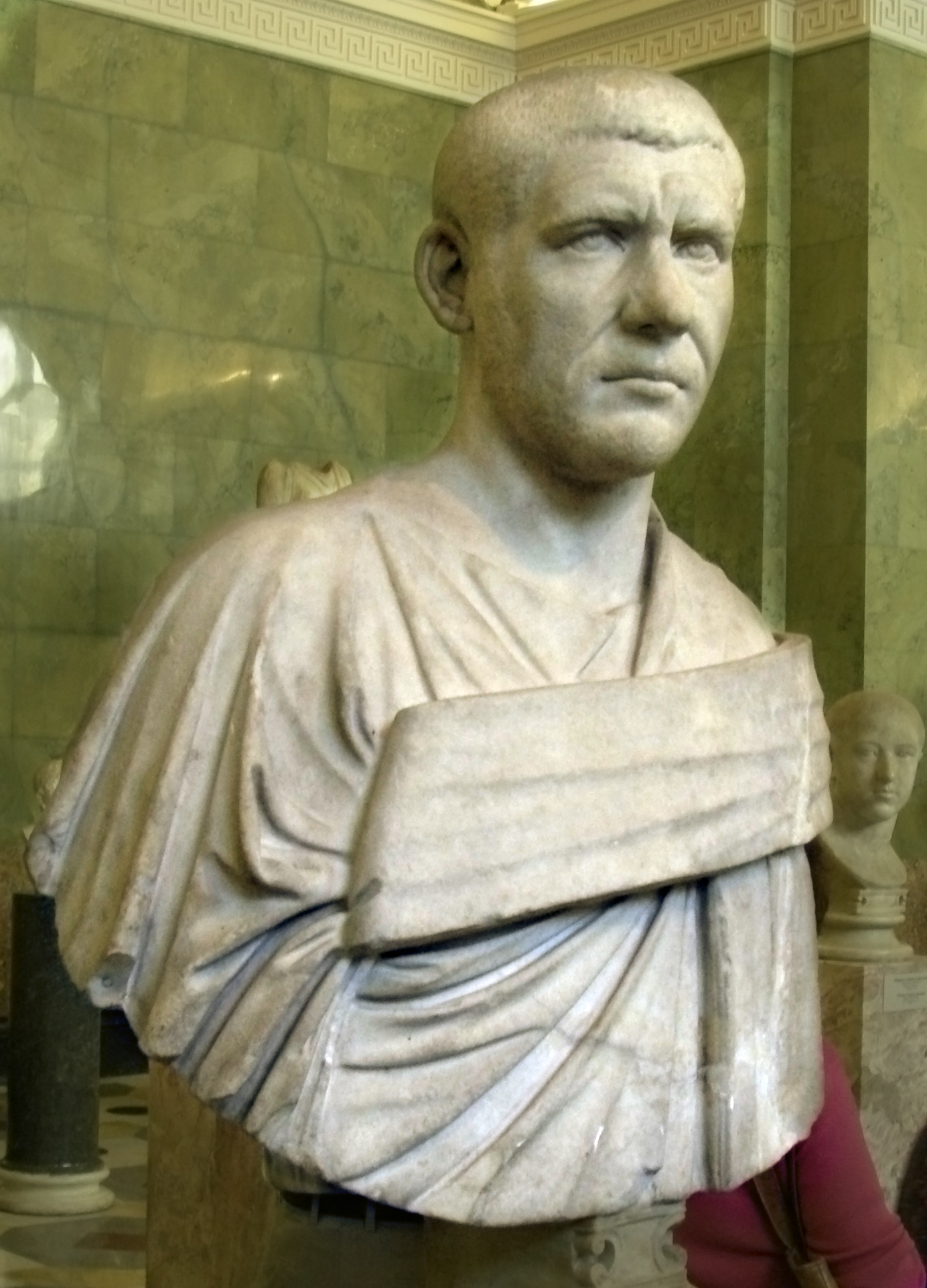
Buste de Philippe l'Arabe.

Philippe lui confie alors le commandement d'une armée devant briser la rébellion en Mésie et contenir les incursions régulières des Goths. Ce choix permet à l'empereur de donner des gages au Sénat dont les membres se montrent de plus en plus sceptiques à l'égard de ses capacités à diriger l'Empire. Par ailleurs, Dèce étant originaire de Pannonie et ayant gouverné la Mésie, Philippe espère qu'il parvienne à convaincre sans trop de mal ses opposants de se rallier à lui.
Comme Dèce l'avait prévu, l'agitation retombe vite et les usurpateurs sont tous deux tués par leurs propres troupes. Lorsque Dèce arrive, accompagné de son fils aîné Herennius, à proximité des légions stationnées sur le Danube, Pacatianus est déjà mort.
Il semble que Dèce ait aussitôt mené, comme ses ordres l'y enjoignaient, une expédition militaire contre les Goths, qui se serait révélée victorieuse.
Les troupes de la région du Danube jugent alors Dèce plus compétent que l'empereur Philippe, qui à leurs yeux a le tort de ne plus mener personnellement ses campagnes. Par ailleurs, la peur d'un châtiment et la perspective d'un enrichissement rapide les incitent à acclamer un nouvel usurpateur. Au printemps 249, vraisemblablement contre son gré, ils proclament Dèce empereur. Selon Jean Zonaras, loyal ou instruit du sort de ses prédécesseurs, Dèce accepte la proclamation pour calmer les ardeurs des soldats, mais envoie immédiatement des messagers pour informer Philippe de la situation et le rassurer sur ses intentions. On ne sait évidemment pas quelle est la part de reconstruction postérieure dans ce double-jeu de Dèce : s'agissait-il pour se défendre de prétendre qu'il n'avait accepté l'Empire que contre son gré ? Ou bien s'agissait-il de dire que désormais l'armée faisait le prince et qu'il ne fallait pas aller à son encontre ? Selon Michel Christol, l'énergique Dèce remettait peut-être en question la politique trop prudente de Philippe face aux barbares.
Toujours est-il que Philippe ne lui fait pas confiance. En juin 249, il remonte la péninsule italienne à la tête d'une armée composée de 2 légions levées en Italie et des cohortes prétoriennes. Dèce n'a d'autre choix que de marcher à la rencontre de l'empereur légitime à la tête des très aguerris soldats du Danube - six légions et de nombreuses cohortes de cavalerie, ainsi que des auxiliaires. La rencontre des troupes adverses a lieu près de Vérone, en Italie, entre septembre et octobre 249.
Appuyé par une écrasante supériorité numérique, et grâce à l'expérience de ses troupes, la bataille tourne à l'avantage de Dèce. Philippe est contraint de fuir et est assassiné quelques jours plus tard par ses propres soldats. À Rome, son fils, Philippe II, tout récemment élevé à l'Augustat, est assassiné par la garde prétorienne. Dèce est désormais le seul maître de tout l'Empire romain, au prix d'un retour à l'instabilité du pouvoir impérial et aux interventions des armées qui les éloignaient des frontières à défendre.

## L'empereur Dèce

### La restauration de l'autorité impériale
À son retour à Rome, il est légitimé par  le Sénat. L'une de ses premières actions est de s'octroyer le nom de l'empereur Trajan, qui a régné au début du IIe siècle et qui est resté dans les mémoires comme un grand stratège et un administrateur populaire. L'empereur est donc systématiquement appelé Trajan Dèce sur ses émissions monétaires et sur les inscriptions lapidaires.
En tant que membre de l'ordre sénatorial (par opposition à Philippe, chevalier d'origine), Dèce suit une politique conservatrice, et revêt les titulatures du principat augustéen. Outre la puissance tribunicienne, il est consul chaque année de son court règne. Accaparé par la guerre, il confie l'administration civile au princeps senatus Valérien. Déformant cette délégation de pouvoir, l'Histoire Auguste invente la fable que Décius voulut faire revivre la titulature de la censure, magistrature tombée en désuétude, que les sénateurs auraient confié à Valérien, qui l'aurait refusé,.
Dèce essaye également de stabiliser l'Empire en mettant en place une continuité dynastique, comme l'on fait ses prédécesseurs. Tandis que son épouse Herennia Etruscilla reçoit le titre d'Augusta, il associe progressivement ses deux fils, Herennius et Hostilien au pouvoir. Ils sont successivement Princeps Iuventutis (princes de la jeunesse) et César, vraisemblablement en juin 250 pour l'aîné, dans le courant de l'année pour son frère. L'aîné, Herennius est fait Auguste (co-empereur) en 251. Ces titularisations s'accompagnent d'émissions monétaires au nom de ces associés.

La famille impériale
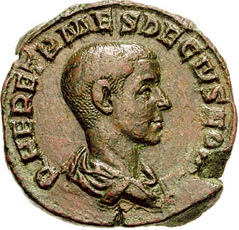
Sesterce d'Herennius César
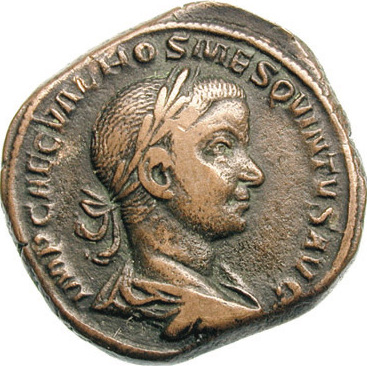
Sesterce d'Hostilien
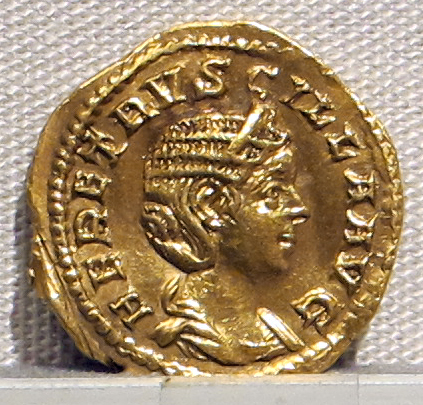
Aureus d'Herennia Etruscilla, Augusta.

### Politique conservatrice et exaltation du passé
La politique de Dèce est ainsi la conséquence d'une volonté affirmée de stabiliser l'État mais aussi de le sortir de la spirale de la crise idéologique et militaire.
Ainsi, l'idéologie impériale est dans la ligne de celles des Ier et IIe siècles. Des monnaies remettent en avant les valeurs traditionnelles : on retrouve ainsi des références à la Pietas (obéissance, piété), à la Pudicitia (pudeur de la femme romaine), ou encore à l'Uberitas (fertilité). La récente célébration du millénaire de Rome en 247 est prolongée par l'émission exceptionnelle d'un double sesterce légendé FELICITAS SAECVLI. La glorification des anciens empereurs se marque par l'émission d'une grande série d'antoniniens au nom des empereurs divinisés, les Divi, d'Auguste à Alexandre Sévère.
De même, Dèce s'efforce de relancer les politiques urbaines, interrompues depuis la fin de la dynastie sévérienne. En 250, il effectue la réfection du Colisée, qui avait été fortement endommagé en 217 au cours d'un violent incendie, causé, selon Dion Cassius, par la foudre. Dèce lance par ailleurs la construction des thermes de Decius (en), sur l'Aventin. Ils ne sont toutefois inaugurés qu'après sa mort en 252. Enfin il fait construire un portique en son honneur sur le forum. La volonté de relancer tant les politiques urbaines que l'effort stylistique sont significatifs des efforts de Dèce pour tourner la page des temps troublés et exalter la gloire passée de l'apogée de l'Empire, au IIe siècle : l'empereur se fait vainqueur aux frontières mais d'abord et avant tout garant de la continuité de l'État et moteur de la politique édilitaire, par un évergétisme impérial relégué au second rang depuis les années 210.

## Persécution du christianisme

### L'obligation religieuse généralisée

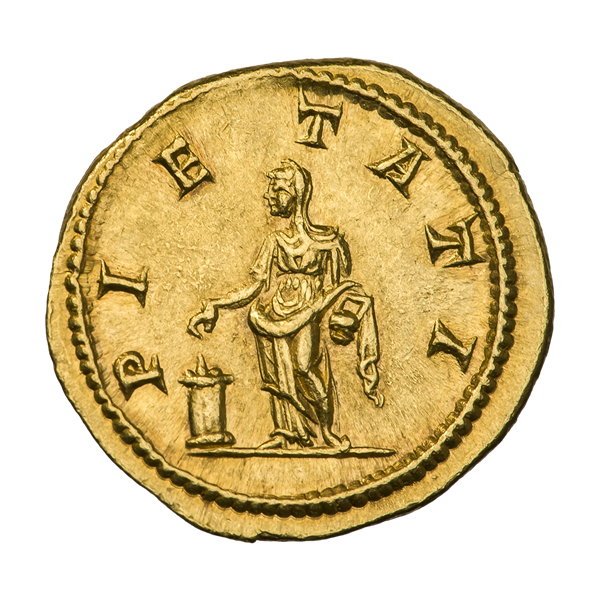
La Piété personnifiée sacrifie en versant de l'encens sur les braises d'un petit autel. Aureus de Julia Domna (211-217).

Au début de 250, désireux de restaurer la piété et la cohésion des peuples de l'Empire autour de État romain, Dèce promulgue un édit dont le texte précis est inconnu, mais qui exige que chacun sacrifie publiquement et individuellement aux dieux romains. Les modalités pratiques sont déduites des certificats individuels de sacrifice (libellus) établis par les autorités locales dont un certain nombre ont été trouvés en Égypte,.
Au-delà de l'image d'un Empire ressoudé autour de ses valeurs, la principale conséquence de l'édit est une stigmatisation de la communauté chrétienne dont le nombre avait été croissant depuis le Ier siècle, et avait connu une période de relative tolérance sous les règnes précédents d'Alexandre Sévère (222-235) et de Philippe l'Arabe (244-249). Par ailleurs, les chrétiens souffrent, à l'époque, d'une relative impopularité auprès des populations, de par leur refus de s'intégrer à la société et de participer aux fêtes religieuses, et leur rejet des divinités locales. La communauté chrétienne apparaît comme un ferment de troubles sociaux même si les chrétiens n'enfreignent pas ouvertement la loi.
L'ampleur de cette persécution doit être relativisée. D'après les sources écrites, elle frappe surtout la communauté installée à Rome, où l'évêque de Rome Fabien y laisse la vie le 20 janvier, les provinces d'Asie Mineure, la Syrie avec le martyre de l'évêque Babylas d'Antioche le 24 janvier et l'emprisonnement d'Origène, l'Égypte et l'Afrique du Nord, où elle est documentée par la correspondance de Cyprien de Carthage.

### Conséquences de la persécution
Plusieurs prélats, tels que les évêques Denys d'Alexandrie et Cyprien de Carthage, échappent à l'obligation de sacrifier en se retirant sur leurs domaines à l'écart de la ville.
Quand ils sont soumis à l'obligation de sacrifier, les chrétiens réagissent diversement :
- certains se révèlent défaillants (lapsi) et acceptent de sacrifier aux dieux païens. Cyprien de Carthage constate amèrement que ce fut le cas de nombreux membres de sa communauté[24] ;
- d'autres achètent des certificats de complaisance (libellaticii, « ceux qui ont obtenu le certificat ») et les autorités se contentent de gestes symboliques[20] ;
- les derniers vont jusqu'au bout de leurs convictions et sont exécutés.

Cependant, la persécution officielle cesse avant la mort de Dèce, en 251. L'Église en sort éprouvée et au bord du schisme, mais invaincue et même fortifiée par ses martyrs. Se pose alors à l'Église la délicate question de la réintégration de ceux qui ont cédé (lapsi). On fit alors des distinctions entre ceux qui ont volontairement sacrifié, ceux qui ont brûlé de l'encens, et les autres qui ont acheté un certificat de complaisance. Des intransigeants, comme le prêtre romain Novatien, refusent toute complaisance à l'égard des lapsi, tandis que le nouvel évêque de Rome Corneille et l'évêque  Cyprien de Carthage prônent le pardon, à condition que les lapsi acceptent une longue et sincère pénitence, et une confession publique devant la communauté chrétienne. La crise novatienne plonge alors celle-ci dans de graves dissensions, par la suite surmontées.
Les persécutions de Dèce sont à l'origine de la légende des Sept Dormants d'Éphèse (plus tard reprise dans la sourate 18 (La caverne) du Coran).

## La crise militaire

### Le péril goth
Comme tous les empereurs du IIIe siècle, Dèce affronte tout au long de son règne tant les barbares que les usurpateurs.
En 250, des bandes de Carpes et de Goths sous le commandement de leur roi Cniva franchissent le Danube et envahissent les trois provinces de Dacie. L'armée des Goths se scinde aussitôt, tandis qu'une partie se dirige vers la Thrace et assiège Philippopolis, l'autre, Cniva à leur tête, marche sur Nicopolis ad Istrum. Le gouverneur de Mésie, Trébonien Galle parvient à repousser les Goths à Philippopolis, tandis que Dèce marche à la rencontre de Cniva. Son fils et co-empereur part en avant-garde, Dèce suit avec le gros de l'armée. Le début de l'expédition est un succès : Nicopolis est sauvée et les Carpes sont rejetés de l'autre côté du limes. Les Goths subissent à cette occasion de lourdes pertes.
Cependant, alors qu'il tente de repousser Cniva hors de l'Empire, Dèce subit un revers à Beroe Augusta Trajana. L'empereur et l'armée doivent se replier, laissant les barbares piller le camp romain et reprendre l'offensive. Cniva marche à nouveau contre Philippopolis, la capitale de la province de Thrace. Persuadé qu'ils prendront la ville sans coup férir, le gouverneur de Thrace, Titus Julius Priscus, tente, pour sauver la cité, de s'allier avec les Goths. Il se proclame Auguste et rallie Cniva, le Sénat le déclare aussitôt ennemi public. Toutefois sa trahison est improductive. À leur arrivée, les Goths ravagent la ville, massacrent la population et exécutent Priscus.
Pendant ce temps, Dèce se replie avec son armée en Mésie où il effectue une jonction avec l'armée de Trébonien Galle. Au début de l'année 251, il profite de ce que les Goths ramènent leur butin dans leur royaume pour les attaquer et remporte une nouvelle victoire contre eux. Mais cette fois encore, elle n'est pas décisive, les légions ne parvenant toujours pas à repousser les Goths hors de l'Empire.

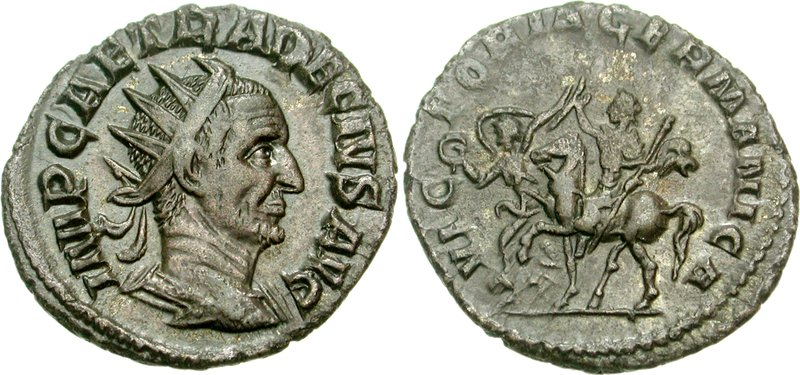
Antoninien de Trajan Dèce, émis en 251. Au droit, portrait de l'empereur portant la couronne radiée et le paludamentum. Au revers la légende "VICTORIA GERMANICA" célèbre les campagnes contre les Goths, et entoure une victoire portant un sceptre et une palme.

### La mort de l'empereur

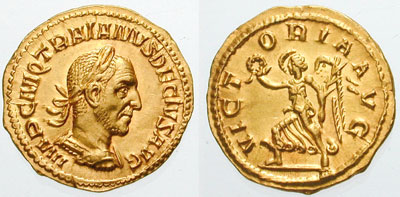
Aureus commémorant la victoire de l'empereur Dèce.

Au début de l'année 251, Julius Valens Licinianus profite de l'absence de Dèce pour revêtir la pourpre impériale à Rome. Il semble être un sénateur et avoir bénéficié de la complaisance du Sénat mais il est exécuté au mois de mars 251. Il ne laisse aucune émission monétaire.
Dèce reprend l'offensive alors que Cniva et les Goths refluent vers leur territoire, ralentis par le butin colossal obtenu dans le pillage des villes de Thrace, de Mésie et de Pannonie. Plutôt que de regrouper ses troupes et sécuriser la frontière, l'empereur donne la chasse à Cniva. En juin 251, Dèce parvient à lui couper la route. L'affrontement a lieu dans la plaine de la Dobroudja, non loin de la modeste colonie d'Abrittus (Forum Terebronii). Les légions romaines sont attirées sur une zone marécageuse dont les Goths ont au préalable reconnu les quelques passages sûrs et solides. Les Goths prennent position devant ce marais puis lorsque le combat est engagé, effectuent un repli et attirent l'armée romaine dans le marécage. Ils contre-attaquent ensuite de front et de flanc. Au cours du combat, le fils aîné de Dèce, Herennius Etruscus, est tué. Souhaitant ranimer le moral des troupes, Dèce aurait déclaré que la mort d'un seul soldat était peu de chose. Il périt à son tour peu après, comme une grande part de son armée. Selon les historiens, Dèce et son fils auraient eu un comportement héroïque jusqu'à leur fin. L'événement est important en soi ; à l'exception de Gordien III, mort après la bataille de Misichè des suites de ses blessures, Dèce est le premier empereur à mourir au combat contre un ennemi extérieur. On ne retrouva pas son corps, ce dont se réjouit le polémiste chrétien Lactance au siècle suivant « il fournit la pâture aux bêtes sauvages et aux oiseaux de proie »,. 
Le 1er juillet 251, les troupes survivantes proclament Trébonien Galle empereur, décision par la suite avalisée par le Sénat. Aurelius Victor, Zosime, et Zonaras insinuent sans preuves que Trebonien serait responsable de la défaite de Dèce. L'une des premières décisions de Trébonien Galle est d'ailleurs d'adopter Hostilien, le fils survivant de Dèce. Celui-ci est aussitôt associé au pouvoir, mais meurt au bout d'un mois de règne seulement, peut-être de la peste.
Après leur mort au combat, le Sénat accorde l'apothéose à Trajan Dèce et à son fils Herennius Etruscus.

## Noms successifs
- 201, naît CAIVS•MESSIVS•QVINTVS•DECIVS
- 249, accède à l'Empire : IMPERATOR•CAESAR•CAIVS•MESSIVS•QVINTVS•TRAIANVS•DECIVS•PIVS•FELIX•INVICTVS•AVGVSTVS
- 251, titulature à sa mort :

IMPERATOR•CAESAR•CAIVS•MESSIVS•QVINTVS•TRAIANVS•DECIVS•PIVS•FELIX•INVICTVS•AVGVSTVS•GERMANICVS•MAXIMVS•DACICVS•MAXIMVS, PONTIFEX•MAXIMVS, TRIBVNICIAE•POTESTATIS•III, IMPERATOR•I, CONSVL•III PATER•PATRIAE

#### Auteurs antiques
- Eusèbe de Césarée, Histoire ecclésiastique (livre VI, chapitre 39) ;
- (la) Aurelius Victor, « De Caesaribus, 29 », sur forumromanum Des Césars sur Wikisource.
- Pseudo-Aurelius Victor, « Épitomé de Caesaribus, 29 », sur agoraclass.
- Eutrope, Abrégé de l'histoire romaine (livre IX, chapitre 4) ;
- (la + fr) Auteur inconnu (trad. du latin par André Chastagnol, préf. André Chastagnol), Histoire Auguste, Paris, Robert Laffont, coll. « Bouquins », 1994, CLXXXII + 1244 (ISBN 2-221-05734-1).
- Zosime, Histoire Nouvelle (livre I) ;
- Zonaras, Histoire Romaine (chapitre 5) Traduction sur Wikisource

#### Auteurs modernes
- Michel Christol, Pierre Cosme, Frédéric Hurlet et Jean-Michel Roddaz, Histoire romaine : D'Auguste à Constantin, t. II, Fayard, 2021, 1054 p. (ISBN 978-2-213-71208-6).
- Georges Depeyrot, La monnaie romaine : 211 av. J.-C. - 476 apr. J.-C., Editions Errance, 2006, 212 p. (ISBN 2877723305)
- Xavier Loriot et Daniel Nony, La crise de l'Empire romain, 235–285, Paris, Armand Colin, 1997, 304 p.,  (ISBN 2-200-21677-7)
- Xavier Loriot, « Quelques observations sur les persécutions de Dèce et de Valérien, à propos de trois lettres de saint Cyprien », Bulletin de la Société Nationale des Antiquaires de France,‎ 2012, p. 134-145 (lire en ligne).
- Paul Petit, Histoire générale de l’Empire romain, Seuil, 1974, 800 p. (ISBN 2020026775).
- (de) Reinhard Selinger, Die Religionspolitik des Kaisers Decius, 1994, P. Lang, Francfort-sur-le-Main,  (ISBN 3-631-47056-8), 229 pages ;
- (en) Reinhard Selinger, The mid-third century persecutions of Decius and Valerian, Francfort-sur-le-Main, P. Lang, 2002, 180 pages (ISBN 3 631 37716 9)

Hervé Savon, « Compte-rendu de lecture de l'ouvrage ci-dessus », L'antiquité classique, t. 74,‎ 2005, p. 546-547 (lire en ligne).
- François Zosso, Christian Zingg, Les empereurs romains : 27 av. J.-C. - 476 apr. J.-C., 1995, Éditions Errance,  (ISBN 2877722260) ;
- Marcel Le Glay Rome : II. Grandeur et chute de l'Empire (p. 391), 2005, Éditions Perrin,  (ISBN 978-2262018986).